# کالینکا (استان کرجالی)
کالینکا (به بلغاری: Kalinka) یک منطقهٔ مسکونی در بلغارستان است که در شهرستان کاردژالی واقع شده‌است.